# Juan de Anchieta
Juan de Anchieta (født 1462 i Urrestilla, nær Azpeitia, død 30. juli 1523 i Azpeitia, Spanien) var en baskisk komponist aktiv i Kastilien. Han var først ansat af dronning Isabella I af Kastilien og siden af hendes datter, dronning Johanna den vanvittige. År 1518 blev han udnævnt til abbed i Arbos. Anchieta komponeret hovedsagelig hellige og verdslige korværker. Flere af hans værk er blevet publiceret i Monumentos de vel música española, volumenerne I (1941), V (1947) og X (1951).